# 269251 Коломна
269251 Коломна (269251 Kolomna) — астероїд головного поясу, відкритий 26 серпня 2008 року в Андрушівці.